# Вассенаарские соглашения
Вассенаарские договоренности — соглашение, заключённое в июле-декабре 1996 года в городе Вассенаар (Нидерланды) 33 странами, с целью повышения ответственности при передачах обычных вооружений и товаров и технологий «двойного применения» для предотвращения их дестабилизирующих накоплений.
С окончанием холодной войны западные страны пришли к выводу, что существовавший режим контроля за поставками вооружений и военных технологий в социалистические страны КОКОМ устарел. Чтобы противостоять угрозам международной и региональной безопасности и стабильности необходима была более глобальная система контроля за распространением обычных вооружений, товаров и технологий «двойного применения». Поэтому после упразднения КОКОМа в 1994 году в городе Вассенаре (Нидерланды) было заключено новое соглашение, к которому кроме стран-участников КОКОМа присоединились и другие государства, являющиеся производителями и экспортерами вооружений, а также соответствующих технологий, в том числе страны Восточной и Центральной Европы, СНГ, а также Аргентина и Южная Корея. Окончательно система соглашений была одобрена и вступила в силу в 1996 году.
В отличие от нынешних многосторонних режимов, которые предоставляют стране право применять согласованные механизмы экспортного контроля по своему усмотрению, КОКОМ фактически ограничивал это право, поскольку одно государство-участник могло наложить вето на сделку по продаже, предложенную другим государством-участником.
Вассенарские соглашения предусматривают добровольный обмен информацией между странами-участниками в отношении поставок или отказа в поставках в третьи страны товаров и технологий «двойного применения», указанных в прилагаемых к соглашению списках. Государства-участники также согласились два раза в год предоставлять друг другу сведения о поставках обычных вооружений, номенклатура которых основывается на Регистре обычных вооружений ООН (UN register of conventional arms).

## Списки
Основы соглашения установлены в документе «Guidelines & Procedures, including the Initial Elements.» Список ограниченных технологий разделен на две части, «List of Dual-Use Goods and Technologies» (Список товаров и технологий двойного назначения, которые могут быть использованы при создании вооружений и военной техники, Basic List — базовый список) и «Munitions List» (список вооружений). Базовый список состоит из десяти категорий:
- Категория 1 — Специальные материалы и связанные с ними оборудование и снаряжения (Special Materials and Related Equipment)
- Категория 2 — Обработка материалов (Materials Processing)
- Категория 3 — Электроника (Electronics)
- Категория 4 — Вычислительная техника (Computers)
- Категория 5 — Часть 1. Телекоммуникации (Telecommunications)
- Категория 5 — Часть 2. Защита информации (Information Security)
- Категория 6 — Датчики и лазеры (Sensors and «Lasers»)
- Категория 7 — Навигация и авиационная электроника (Navigation and Avionics)
- Категория 8 — Морское (Marine)
- Категория 9 — Авиационно-космическая промышленность и двигательные силовые установки (Aerospace and Propulsion)

Базовый список делится на два подраздела: «Чувствительные» товары и технологии (Sensitive List) и «Весьма чувствительные» товары и технологии (Very Sensitive List). Товары из списка «Весьма чувствительных» включают в себя материалы для технологии стелс, оборудование для обнаружения подводных лодок, современные технологии РЛС, технологии авиационных реактивных двигателей.
Список вооружений состоит из 22 категорий.

## Участники
На 2018 год в Вассенарской договоренности участвуют 42 государства: Австралия, Австрия, Аргентина, Бельгия, Болгария, Великобритания, Венгрия, Германия, Греция, Дания, Ирландия, Испания, Италия, Канада, Латвия, Литва, Люксембург, Мальта, Мексика, Нидерланды, Новая Зеландия, Норвегия, Польша, Португалия, Румыния, Россия, Словакия, Словения, США, Турция, Украина, Финляндия, Франция, Хорватия, Чехия, Швейцария, Швеция, Эстония, ЮАР, Южная Корея, Япония, Мексика и Индия.
Принятие новых членов требует единогласного согласия со стороны всех участников. Для нового участника требуется: иметь производство или экспортировать вооружения или индустриальное оборудование, которое может использоваться для их производства; поддерживать политики нераспространения, в том числе правила Группы ядерных поставщиков, Режима контроля за ракетными технологиями и Australia Group; соблюдать Договор о нераспространении ядерного оружия, Конвенцию о биологическом оружии, Конвенцию о запрещении химического оружия, СНВ-I (включая Лиссабонский протокол); иметь полностью эффективный контроль за экспортом.
В ноябре 2010 года во время визита в Индию президент США объявил о поддержке вступления Индии в постоянный состав СБ ООН а также присоединения Индии к Группе ядерных поставщиков, Вассенарским соглашениям, Australia Group и РКРТ.